# Pruszyn (powiat siedlecki)
Pruszyn (daw. Prószyn) – wieś w Polsce położona w województwie mazowieckim, w powiecie siedleckim, w gminie Siedlce. Ma status sołectwa. Leży 10 km na północny wschód od Siedlec, nad rzeką Liwiec. Przez wieś przebiega droga powiatowa Błogoszcz - Pruszynek i droga do Wólki Leśnej.
W Pruszynie znajduje się Parafia św. Mikołaja w Pruszynie z kościołem wybudowanym w latach 1807–1812, Zespół Oświatowy, ośrodek zdrowia, apteka i Ochotnicza Straż Pożarna. Działa tutaj założony w roku 1987 klub piłkarski WKS Liwiec Pruszyn. 
Wieś szlachecka położona była w drugiej połowie XVI wieku w ziemi łukowskiej województwa lubelskiego. W latach 1975–1998 miejscowość należała administracyjnie do województwa siedleckiego.

## Historia
Pierwsza wzmianka o wsi Pruschina pochodzi z 1448. W 1471 roku na mocy ugody między właścicielem Pruszyna Janem Pruszyńskim a plebanem zbuczyńskim Maciejem wyodrębniona została parafia pruszyńska. Tradycyjnie przyjmowany wcześniejszy rok założenia parafii (1430) jest wynikiem błędnego odczytania tekstu tej ugody.

## Znani ludzie urodzeni w miejscowości
- W Pruszynie urodził się Józef Pszenny "Chwacki" szef Referatu Saperów "XII-s" warszawskiego okręgu Armii Krajowej.